# Оґава Сіхо
Оґава Сіхо (яп. 小川 志保; нар. 26 грудня 1988) — японська футболістка. Вона грала за збірну Японії.

## Кар'єра в збірній
У червні 2013 року, її викликали до національної збірної Японії на Algarve Cup. На цьому турнірі, 6 березня, вона дебютувала в збірній у поєдинку проти Норвегії. У 2013 році зіграла 3 матчі в національній збірній.

## Статистика виступів
| Збірна Японії | Збірна Японії | Збірна Японії |
| Рік           | Матчі         | Голи          |
| ------------- | ------------- | ------------- |
| 2013          | 3             | 0             |
| Загалом       | 3             | 0             |